# Versilia (fiume)
Il Versilia è un fiume della Toscana lungo 24 km che scorre nella regione storica della Versilia nei territori delle province di Lucca e Massa Carrara.

## Corso del fiume
Nasce in provincia di Lucca sopra l'antichissimo Borgo di Mulina, dall'unione di due torrenti che scendono dal Monte Nona, i quali si congiungono con il torrente proveniente dal Monte Matanna (1 320 m), assumendo la denominazione di fiume Vezza.
Più a valle presso Pontestazzemese, dopo aver ricevuto le acque del fiumiciattolo proveniente da Pruno, raggiunge il paese di Ruosina, per arrivare poi nella città di Seravezza.
Qui riceve da destra le acque del Serra (vedi nella foto la confluenza) mutando nuovamente per qualche chilometro la denominazione in torrente Serra-Vezza. 
Giunto a Corvaia il fiume inizia a scorrere pensile attraversando la pianura della Versilia assumendo la denominazione Versilia, dapprima lambendo la parte sud dell'abitato di Querceta lungo il confine con il comune di Pietrasanta, poi a ridosso del confine con il comune di Forte dei Marmi.
In questo tratto riceve da destra le acque dei torrenti Bonazzera, Rio Strettoia e Montignoso, per poi sfociare nel mar Ligure, (in precedenza chiamato Mare Toscano) in località Cateratte del Cinquale, che Lucca cedette a Firenze prima del XVI secolo e successivamente a Modena nel 1847, ora nella provincia di Massa Carrara.
Molto tempo fa, prima che nel 1700 venisse deviato il suo percorso dai Medici per bonificare la zona a mare (Forte dei Marmi) che era inabitabile perché acquitrinosa e infestata dalla malaria, bagnava la parte ovest della città di Pietrasanta, andando a sfociare, sempre nel mar Ligure, presso la località Fiumetto nei pressi dell'attuale foce del Fosso Fiumetto.
Il vecchio percorso del fiume, si trovava grossomodo, laddove, nel 1996, a causa della disastrosa alluvione, lo stesso ruppe gli argini, allagando gran parte della piana di Pietrasanta.

## Regime del fiume
Il regime del Versilia è ad alimentazione carsica. Tuttavia la sua portata d'acqua è comunque modesta, specialmente nel tratto di pianura dove durante l'estate può anche essere privo d'acqua in superficie perché scorre sotto lo strato di ghiaia che ne forma il letto. 

In caso di piogge particolarmente violente invece il fiume è soggetto a piene particolarmente impetuose che possono causare anche disastrose alluvioni, come avvenuto durante l'alluvione del 1996, quando il fiume toccò l'eccezionale portata di 571 m³/s.

## Natura
Per la fauna ittica il Versilia è classificato a Ciprinidi a valle di Seravezza, mentre sono classificati a Salmonidi i torrenti a monte.